# ليسوم كوبي
ليسوم كوبي (الاسم العلمي: Illicium cubense) هو نوع نباتي يتبع جنس الليسوم من فصيلة الشزندرية.